# Akuliarusiarsuup Kuua
L'Akuliarusiarsuup Kuua (in danese Sandflugtdalen, letteralmente «Valle delle tempeste di sabbia») è un fiume e un'omonima valle nel comune di Qeqqata in Groenlandia centroccidentale. Sorge dal deflusso delle acque di disgelo del Ghiacciaio Russell nella calotta di ghiaccio groenlandese.
È tributario del Qinnquata Kuussua, il fiume principale della regione di Kangerlussuaq. Per la maggior parte del suo corso, il fiume scorre molto lentamente lungo il bacino della piana di dilavamento della valle, formando meandri attraverso vasti terreni di sabbie mobili di silt glaciale. Il clima è polare continentale e la regione conosce rare precipitazioni.

## Geografia
La valle si estende per 30 km da est nord est a ovest sud ovest. A nord è delimitata da una bassa dorsale (altitudine 300–400 m) che la separa dai grandi laghi glaciali di Aajuitsup Tasia e Sanningasoq. A sud il confine è costituito dalla catena dell'Akuliarusiarsuk. Nella gola tra quest'ultima a sud e il monte Sukkertoppen isolato a nord, il basso corso della valle si restringe formando delle rapide. Nelle immediate vicinanze di Kangerlussuaq, infine, si riversa nel Qinnquata Kuussua, di nuovo in un vasto terreno di sabbie mobili. Durante il controllo statunitense della base aerea di Sondrestrom (Bluie West-8), nucleo originario della città e aeroporto di Kangerlussuaq, il piccolo estuario del Qinnguata Kuussua nel fiordo di Kangerlussuaq era noto come fiume Watson.